# Frank Zwillinger
Frank Gerhard Zwillinger (* 29. November 1909 in Wien, Österreich-Ungarn; † 26. November 1989 in Garches bei Paris) war ein österreichischer Schriftsteller.

## Leben
Zwillinger studierte Germanistik und schloss das Studium mit der Promotion ab. Im Sommersemester 1928 wurde er Mitglied der Wiener Marchia im Burschenbunds-Convent (Couleurname „Faust“), wo er zumindest eine Mensur focht. Er emigrierte nach dem Studium 1938 nach Ostasien und lebte in Saigon. Dann trat er in die Légion étrangère, aus der er 1945 nach schwerer Verwundung entlassen wurde. Er siedelte sich nun in Frankreich an und arbeitete bei einem Hersteller von Kosmetika, bei dem ihm der Aufstieg bis in die Führungsebene gelang. Im März 1959 traf Zwillinger mit Paul Celan zusammen, worauf eine jedoch nicht sehr umfangreiche Korrespondenz zwischen beiden folgte. Von Zwillingers Werk erlangte vor allem die Dichtung in ihrer Vielfalt an Bildern und Metaphern Anerkennung. Er schrieb auch einige Dramen. Eine umfassende Würdigung blieb seinem Werk versagt.
Zwillingers Nachlass befindet sich im Literaturarchiv der Österreichischen Nationalbibliothek.

## Werke
- mit Paul Celan: Korrespondenz, hrsg. v. Arno Barnert u. Wilhelm Hemecker, in: Sichtungen Online
- Dalmatinisches Bilderbuch, 1938.
- Wandel und Wiederkehr, 1950.
- Der magische Tanz, 1950.
- Entzifferung, 1960. Doch auch nach weiteren Publikationen, wie
- Ich sah die Jahre nur im Spiegel gehn, 1963.
- Lyrisches Triptychon, 1980.